# Schloss Heubach

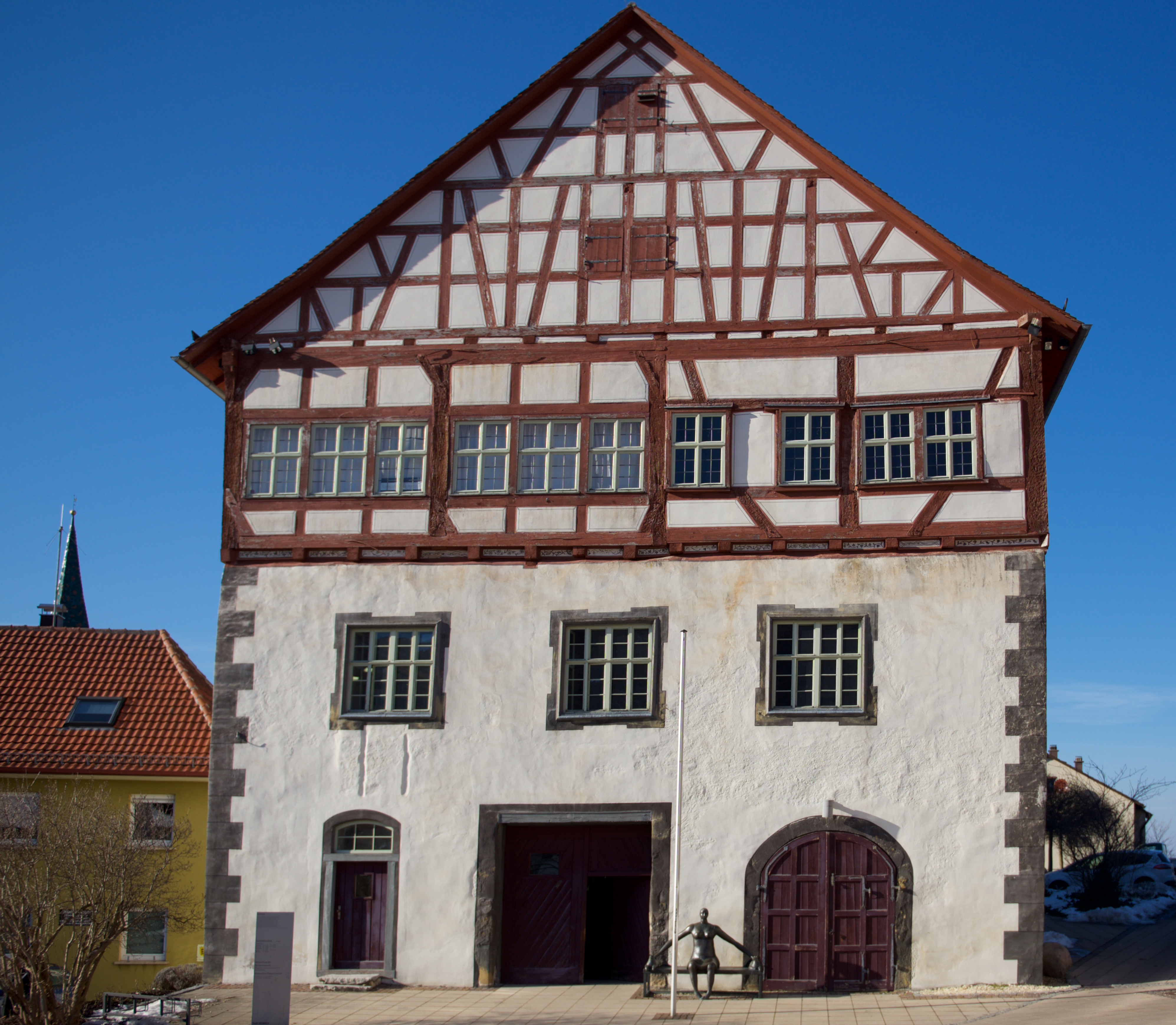
Vorderseite

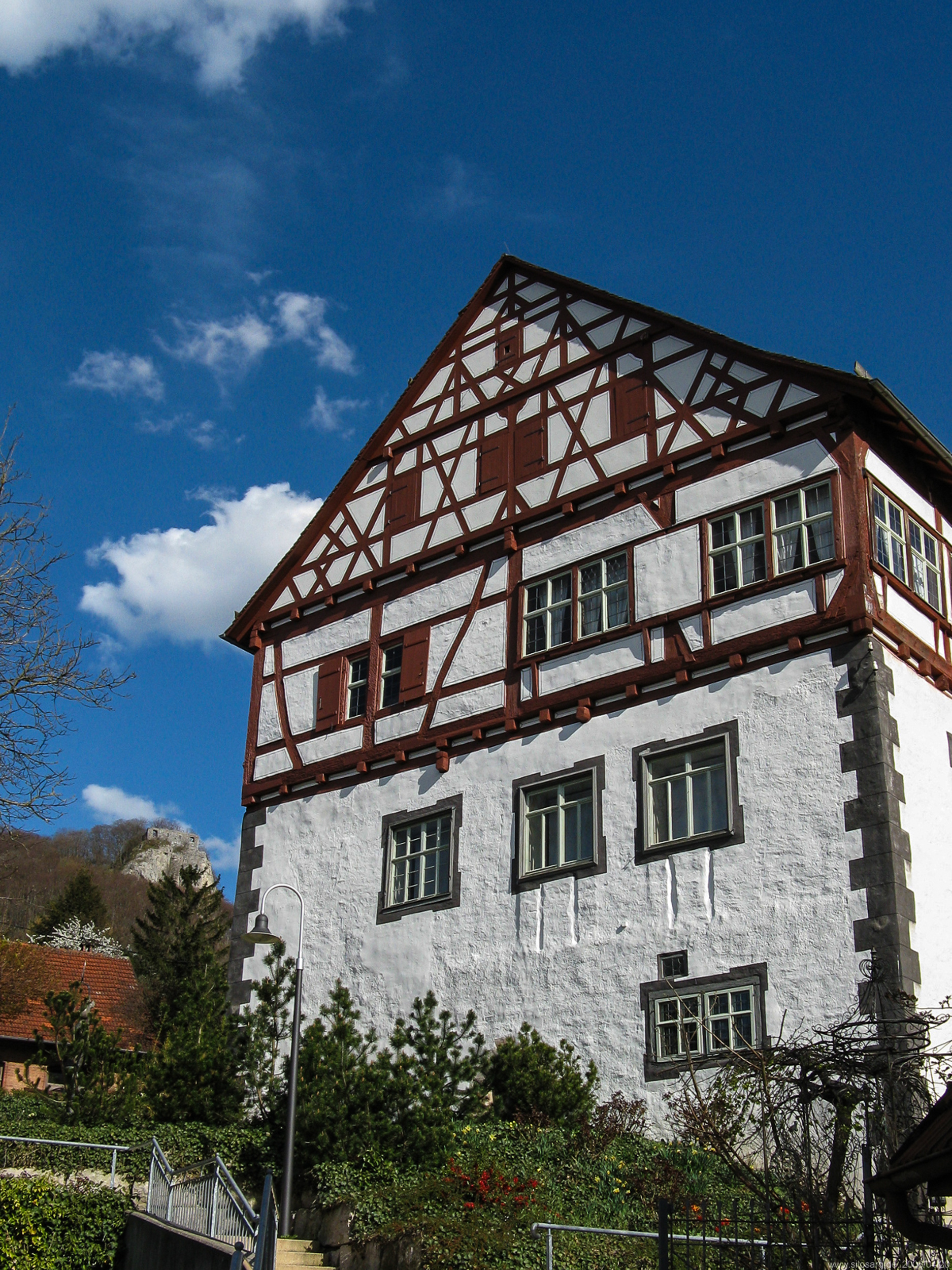
Rückseite

Schloss Heubach ist ein im 16. Jahrhundert erbautes Schloss in der Stadt Heubach im Ostalbkreis in Baden-Württemberg.

## Geschichte
Auf dem Gelände des heutigen Schlosses stand bis 1524 ein Pfarrhof des Klosters Königsbronn. Im Jahre 1525 kaufte Georg VII. von Woellwarth das Gelände im Tausch gegen eine Scheuer, einen Garten und ein Kastenhaus in Heubach und ließ darauf einen dreistöckigen Rechteckbau errichten. Nach dem Tod Georgs VII. diente das Schloss eine Zeit lang als Witwensitz seiner Gemahlin Barbara Eckbrecht von Türckheim. Nachdem Maria Magdalena von Woellwarth Johann von Wessen geheiratet hatte, kaufte dieser den Woellwarths 1698 das Schloss für 3800 Gulden ab. Dessen zweite Ehefrau, Henrica Louisa Schertlin von Burtenbach, verkaufte 1726 das Schloss an Württemberg. 1737 wurde das Schloss für 3100 Gulden an den Heubacher Wundarzt Johann Knauß versteigert. Nachdem das Schloss nach Knauß’ Tod im Jahre 1803 kurzfristig zur Bürgermeisterwohnung umfunktioniert worden war, wurde es in der Folgezeit zwischen mehreren Besitzern aufgeteilt.
Im Jahr 1985 entschloss sich die Stadt Heubach zum Kauf des fast zerfallenen Gebäudes. Nach dem Ankauf des letzten privaten Eigentumsanteils durch die Stadt Heubach konnte 1991 mit einer Sanierung des Schlosses begonnen werden, die 1997 abgeschlossen wurde.
Heute beherbergt das Schloss die 1997 eingezogene Stadtbibliothek im ersten Obergeschoss sowie das Trauzimmer und das im Jahr 2005 eröffnete Miedermuseum der Stadt Heubach.

Im Jahr 2018 gab die Stadtverwaltung bekannt, das Schloss in den kommenden Jahren erneut zu sanieren. In der Folge wurde ein Architekturbüro mit der Planung beauftragt. Die im Juli 2020 vorgelegten Kostenschätzungen für die Sanierung belaufen sich auf fast 7 Millionen Euro. Im September 2021 entschied sich der Gemeinderat einstimmig dafür, mit der Ausführungsplanung fortzufahren. Im November 2022 wurde bekanntgegeben, dass das Land Baden-Württemberg aus Mitteln des Denkmalförderprogramms die Baumaßnahmen mit rund 400.000 Euro bezuschusst. Im Zuge der Sanierung werden alle im Schloss befindlichen Einrichtungen vorübergehend aus dem Schloss ausziehen.

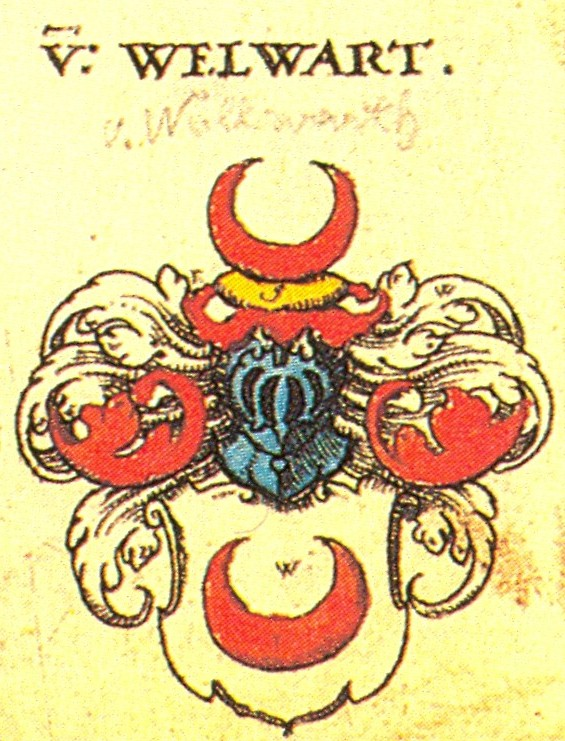
Wappen der Woellwarth (aus Johann Siebmachers Wappenbuch)